# Csilpcsalpfüzike
A csilpcsalpfüzike (Phylloscopus collybita) a madarak osztályának verébalakúak (Passeriformes) rendjébe és a füzikefélék (Phylloscopidae) családjába tartozó faj. E madárfaj költöző énekesmadár, mely a teleket Dél- és Nyugat-Európában, Észak-Afrikában és Dél-Ázsiában tölti. Testének felső része zöldes-barnás, alsó fele piszkosfehér árnyalatú. Számos alfaját ismerjük, melyek közül néhány már önálló fajba tartozik. Félgömb formájú fészkét a földre, vagy annak közelébe építi a nőstény, aki a fészekalj felnevelésének felelősségének terhét is viseli, míg a hímek ugyan sem a fészekalj felnevelésében, sem a fészek építésében nem vesznek részt, ugyanakkor hevesen védelmezik területüket riválisaikkal szemben és megtámadják a potenciális ragadozókat is.
Mint kis termetű rovarevő madárfajt, főleg emlősök, ezen belül is macskák és menyétfélék, valamint ragadozó madarak támadják, főleg az Accipiter nemzetség tagjai. Nagy elterjedési területe és nagy egyedszáma miatt állománya biztosnak mondható, bár egyes alfajai feltehetően kihaltak.
Nevét az általa kiadott hangok után kapta (csilp-csalp-csilp-csalp).

## Előfordulása
A csilpcsalpfüzike szerte Európában, Ázsia keleti részéig és Szibéria keleti részéig, egészen a 70. szélességi körig elterjedt. Északnyugat-Afrikában kisebb létszámú csoportja él, valamint előfordul Törökország északi és nyugati részén, valamint Irán északnyugati részén. Költöző madár, mely az énekesmadarak közt az elsők között van, amelyek visszatérnek telelőterületeikről és az utolsók között található, akik ősszel elhagyják költőterületeiket. Költőhelyét néhány magasabb fával rendelkező ritkás erdőségekben választja meg.
Magyarországon rendszeres fészkelő, gyakori fajnak számít.

## Rendszertani besorolása és alfajai
A brit természettudós, Gilbert White volt az egyik első ember, aki a madarak énekei alapján elkülönítette a csilpcsalpfüzikét a hasonló kinézetű fitiszfüzikétől, valamint a sisegő füzikétől és tapasztalatait a The Natural History and Antiquities of Selborne című 1758-as művében rögzítette. Ám a csilpcsalpfüzikét hivatalosan csak 1817-ben írta le először Sylvia collybita binominális néven önálló madárfajként a francia ornitológus, Louis Vieillot Nouveau Dictionnaire d'Histoire Naturelle című művében.
A német zoológus, Friedrich Boie írta le a Phylloscopus nemzetséget, amelybe mintegy 50 kis termetű rovarevő madárfaj tartozott az óvilági poszátafélék közül, melyek mindegyike zöldes, vagy barna palásttal rendelkezik, valamint begyük fehéres, vagy barnássárga. Ugyanakkor a későbbiek során a Phylloscopidae családot külön választották az óvilági poszátafélék nemzetségtől. A csilpcsalpfüzikék legközelebbi rokonai közé tartozik a Phylloscopus neglectus.
A csilpcsalpfüzikéknek napjainkban három elismert alfaja van, melyek az Ibériai-félszigeten, a Kanári-szigeteken, illetve a Kaukázus vidékén élnek, ám ezeket egyre inkább önálló madárfajoknak kezdik tekinteni.

### Alfajai
- P. c. collybita, mely a névadó alfaj, amely Európában költ, egészen Lengyelország és Bulgária vonaláig, melynek jellemzését részletesebben ezen cikk taglalja. A telet főleg a Földközi-tenger medencéjében és Észak-Afrikában tölti.[4] Elterjedési területe a hetvenes évektől kezdve egyre inkább magába foglalja Skandináviát, egyre jobban megközelítve P. c. abietinus nevű alfajának élőhelyét.[7]
- P. c. abietinus, mely alfaj Skandinávia és Oroszország északi részén honos. A telet Délkelet-Európában és Északkelet-Afrikában tölti, keleten egészen Irakig és Iránig bezárólag. Élőhelyét tekintve a P. c. tristis és a P. c. collybita nevű alfajok között helyezkedik el elterjedési területe. Tollazata piszkosszürke, olívazöld palástból és halványsárga koronából, valamint a P. c. collybita alfajnál fehérebb alsó testtájékból áll. Éneke nagyon hasonló a névadó alfaj énekéhez. Tollazatának egyedenként változó árnyalati megnehezítik a P. c. tristis és a P. c. collybita nevű alfajoktól való megkülönböztethetőségét azokon a területeken, amelyek nem kizárólagosan ezen alfaj költő-, illetve telelőhelyei. A Közel-Keleten élő néhány csilpcsalpfüzike barnásabb tollazatú, illetve énekük a P. c. abietinus alfaj énekénél még inkább két szótagra (szví-hu) tagozódik.
- A szibériai csilpcsalpfüzike (Phylloscopus collybita tristis) Szibériában költ a Pecsora folyótól keletre és a Himalája lentebb elterülő vidékein tölti a telet.[4] Telente rendszeresen készítenek feljegyzéseket erről az alfajról, mikor elvetődik Nyugat-Európa különböző pontjaira, bár az észlelési adatok sokszor pontatlannak bizonyulnak. Svédországban és Finnországban csak a befogott madarakat tekintik bizonyító erejűnek egy-egy madár meghatározása szempontjából.[8] A szibériai csilpcsalpfüzike Magyarországon meglehetősen ritka vendég. A csilpcsalpfüzikék alfajai között ezen alfaj halványabb tollazattal bír. Tollazata felül szürke, vagy barnás színű, alsó testtájékát fehér tollazat borítja, némi sárga színezettel karöltve. Piszkosfehér szemöldöke hosszabbra nyúlik, mint nyugati társaié. Gyakran önálló alfajként tekintik önálló éneke és eltérő tollazata miatt.[9][10] A névadó P. c. collybita és a P. c. tristis nem ismerik fel egymás énekét.[11][12]

Korábban további alfajokat is ide soroltak, mint például 
- a (Phylloscopus ibericus) elnevezésű alfajt, amely világosabb, zöldebb színezetű tollazattal rendelkezik. Ezen faj egyedei a Pireneusok hegyvonulatának nyugati felétől kezdve, Spanyolország délebbi vidékein át, egészen Portugáliáig honos.[13] Telente hosszú vándorútra indul és a leghidegebb évszakot Nyugat-Afrikában tölti.
- a (Phylloscopus canariensis) elnevezésű alfaj, mely nem vándorló madárfaj. Élőhelye a Kanári-szigeteken van. Genetikailag, éneke alapján, illetve külső megjelenésében is eltér a csilpcsalpfüzikék névadó alfajától. Ezen alfaj kisebb termetű, valamint szárnyai lekerekítettebbek. Palástja olívazöld színű, míg testének alsó fele piszkosfehér színezetű.
- a (Phylloscopus sindianus) nevű alfaja a Kaukázus, illetve a Himalája hegyvidékein él. Telente alacsonyabbra húzódik a zord időjárási körülmények elől.

## Megjelenése

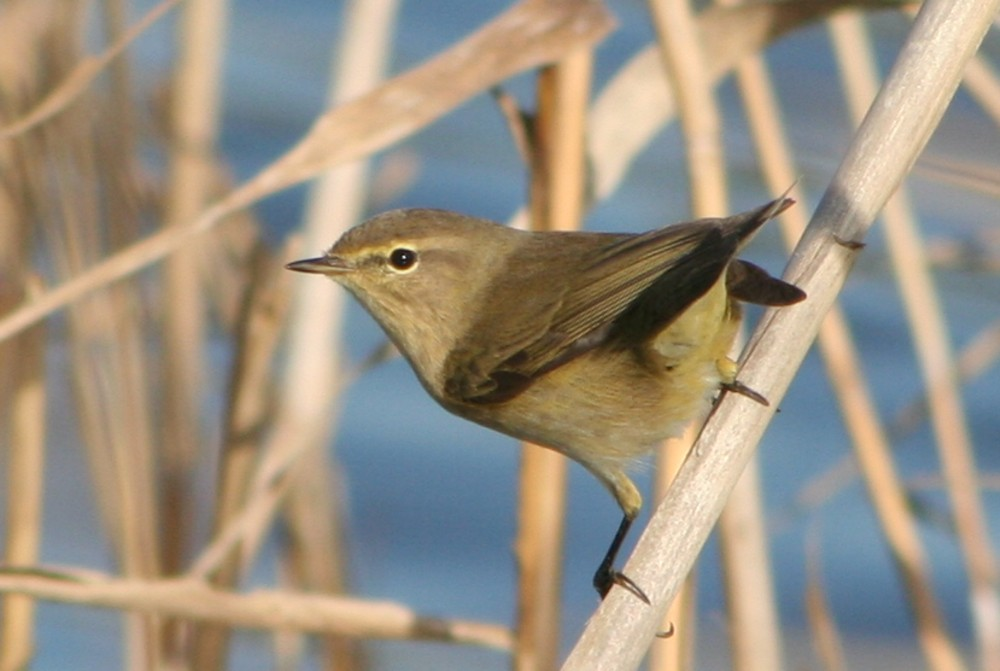
Megjelenése

A csilpcsalpfüzike kis termetű, tömzsi testalkatú madárfaj, melynek testhossza 10–12 centiméter, szárnyfesztávolsága 15–21 centiméter. A hímek testsúlya 7-8 gramm, míg a nőstények 6-7 grammot nyomnak. Névadó alfajának tollazata felül barnás, zöldes árnyalatú, alul piszkosfehér, szárnyainál világossárga. Lábai  és csőre sötét színű. Tavasszal a névadó alfaj barnás színezettel tarkított zöld palásttal, piszkosfehér alsó testtájékkal bír, amely a szárnyakon sárgás színezetűvé válik. Fejének felső részén fehéres tollazat jellemző. Lábai és csőre sötét színű, valamint rövid fedőtollai vannak. Ahogy a tollazata egyre régebbivé válik az utolsó vedlést követően egyre inkább szürkéssé, halványabbá válnak színei és barnás színezetet kapnak, míg szárnyain a sárga tollazat teljesen el is tűnhet. A költési időszak után, ám még a vándorlás megkezdését megelőzően a felnőtt madarak teljes vedlésen mennek keresztül. Az éppen hogy tollakat növesztett fiatal egyedek palástja barnásabb színezetű, mint a felnőtteké, míg alsó testtájékuk inkább sárgásfehér árnyalatú. Mintegy tíz hét alatt azonban levedlik kezdeti tollazatukat és immáron a felnőttekével megegyező tollazatot növesztenek. Vedlést követően mind a fiatalok, mind pedig az idősebb egyedek tollazata fényesebb és erőteljesebb színezetű.
E madárfaj nevét jellegzetes csilp-csalp hangzású énekéről kapta, mely tavasszal az elsők között csendül fel a természetben az énekesmadarak között. Amikor nem énekel e madár viszonylag nehéz megkülönböztetni a többi füzikétől, mivel zöldes palástja és fehéres alsó testtájéka a fitiszfüzike tollazatához hasonlít. A szárnytollak ugyanakkor hosszabbak a csilpcsalpfüzikénél, valamint színei, lábának szürkés árnyalata segít a beazonosításban.

## Életmódja

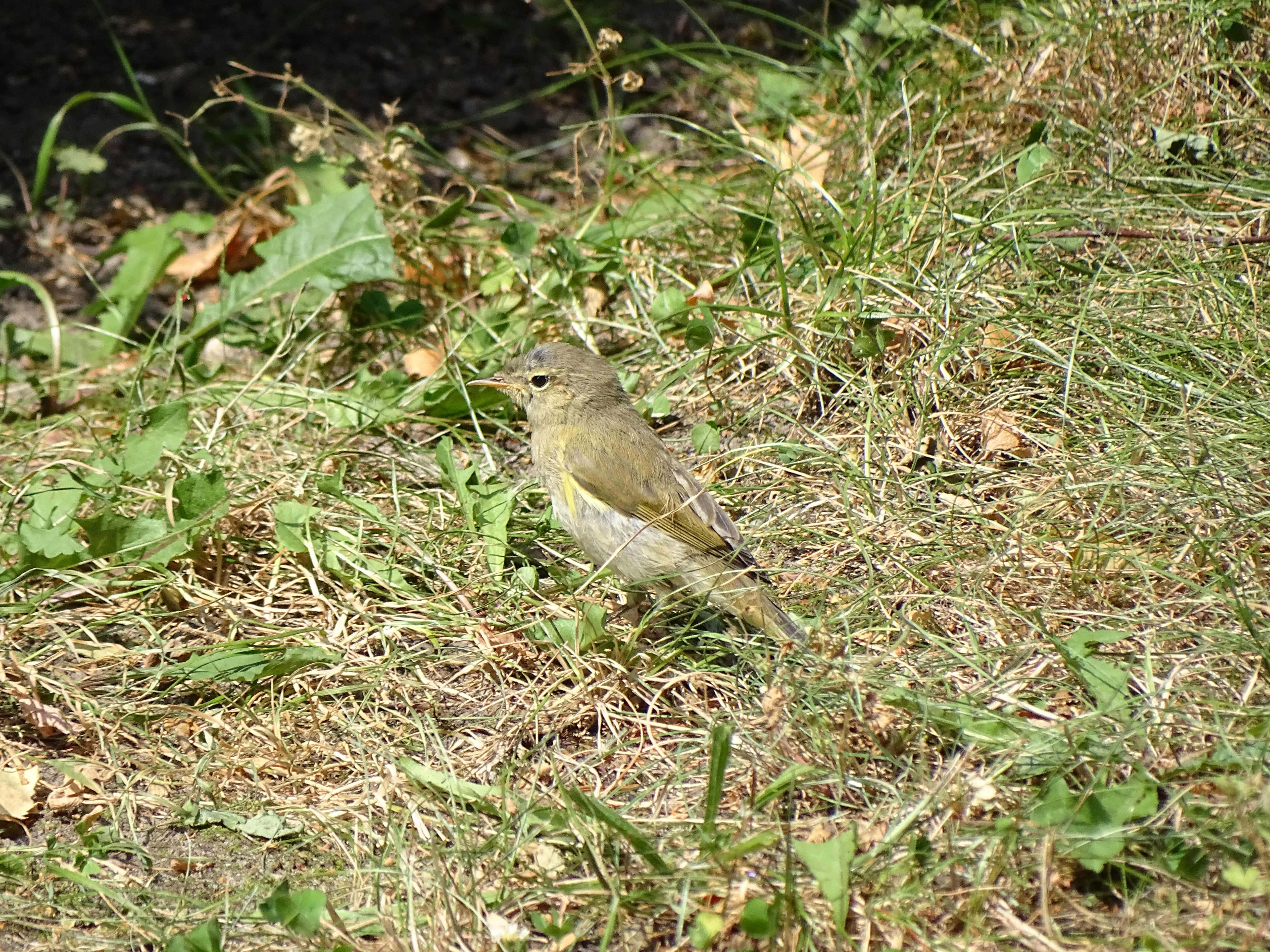
Időnként a fűben kutat táplálék után

A sűrű bokrok között, néha a fűben keresgéli rovarokból és pókokból álló táplálékát, ősszel bogyókat is elfogyaszt. Költési időszakban meglehetősen hevesen védelmezi területét a betolakodókkal szemben. Territóriumának központi része azonban csak mintegy 20 méter szélességű sávra korlátozódik, melyet agresszíven véd a többi hím egyedtől. Esetenként még más kis termetű madarakat is elűzhet. Nem csupán közvetlen riválisait, hanem természetes ellenségeit, például a ragadozó madarakat is megtámadja, vagy akár a menyétest is elűzi fészke közeléből, akárcsak a fészkekből tojásokat lopkodó szajkókat. Dalát területének egyik magasabb pontján megtelepedve adja elő, ahonnét szemmel tarthatja birtokát, valamint kapcsolatot tud teremteni a tojóval is.
A fészkelőhelyén túl egy nagyobb kiterjedésű táplálkozási területtel is rendelkezik, melynek mérete változó, de legtöbb esetben mintegy tízszerese, vagy többszöröse a közvetlen fészkelőhelyének. Feltételezések szerint a nőstényeknek nagyobb táplálkozási területük van, mint a hímeknek. Amint a költési időszaknak vége a pár elhagyja területét és kisebb csapatokba verődik a többi füzikével és más füzike fajokkal is, még a vándorlási időszak beköszönte előtt.

## Szaporodása

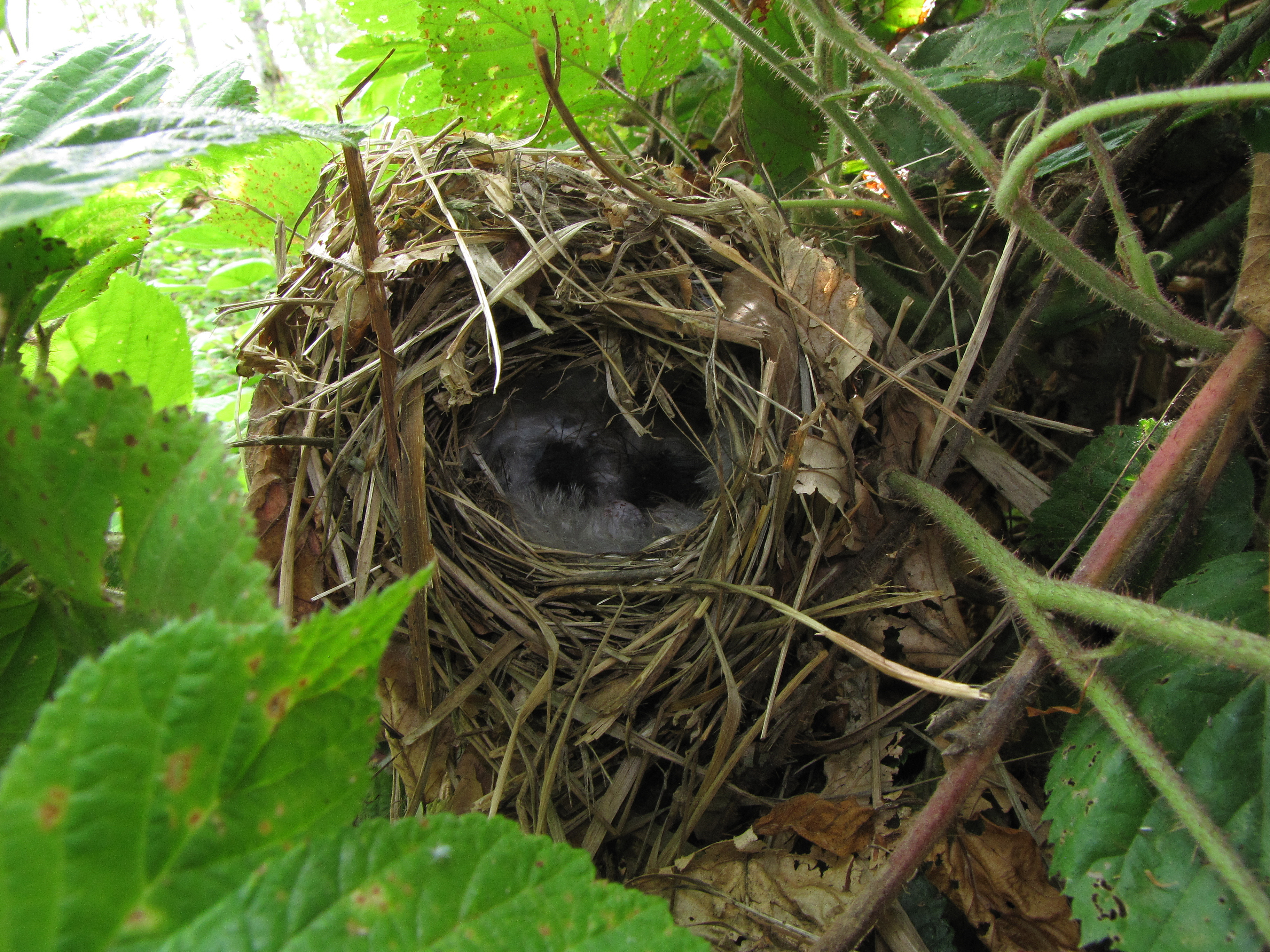
Fiókák a fészekben

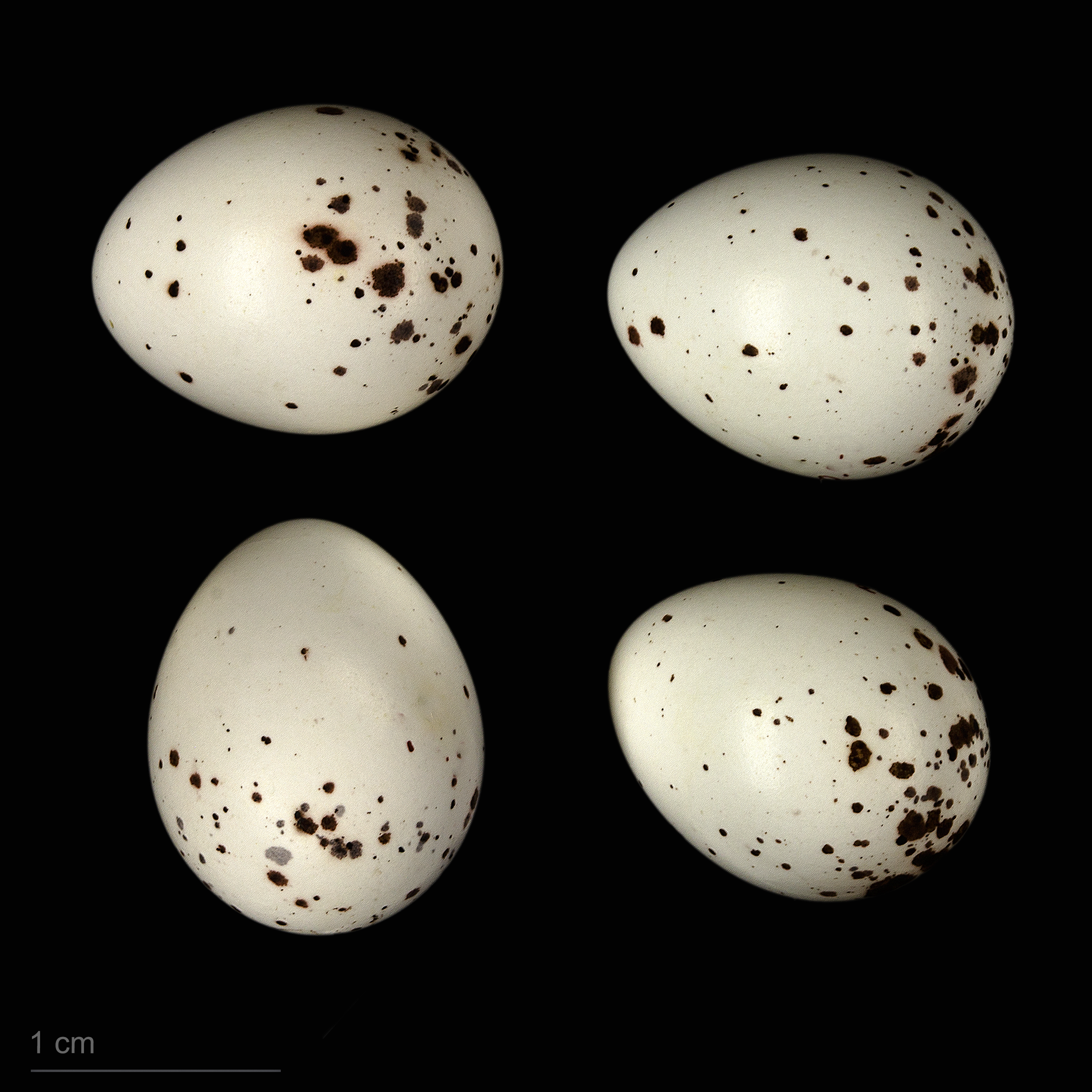
Phylloscopus collybita collybita

A hím csilpcsalpfüzike mintegy két-három héttel korábban érkezik vissza telelőterületéről a fészkelő területre, mint a nőstény és azonnal megkezdi éneklését, hogy kijelölje és riválisai tudatára adja területének tulajdonjogát, valamint, hogy lenyűgözze a tojót. Amikor a tojó megérkezik a hím egy pillangószerű repülési bemutatót tart. Miután egy pár összeállt a továbbiakban felbukkanó nőstény egyedeket elzavarják a területről. A hímek csak kis mértékben vesznek részt a fészek építésben, ugyanakkor a terület védelmezését ők biztosítják. A talajra, vagy annak közelébe, sűrű növényzettel borított részre a tojó egyedül készíti fűszálakból, száraz növényi részekből, levelekből álló gömb alakú fészkét, melyet puha anyagokkal bélel. Az átlagosan 12,5 cm magas és 11 cm széles fészek oldalában helyezkedik el annak bejárata. Fészekalja 2-7 tojásból, általában 5-6 tojásból  áll, melyen 13-14 napig kotlik. A tojások vöröses, lilás, vagy feketés színűek, méretük pedig szélességben 1,2 cm, hosszuk 1,5 cm. Egy évben kétszer költ. Fiókái csupaszon és vakon kelnek ki a tojásból, majd a nőstény táplálja őket. A kikelést követően 14-15 nap szükségeltetik a fiókáknak, mire tollazatuk kifejlődik. A hímek csak ritkán kapcsolódnak bele a fiókák táplálásába, bár rossz időjárási körülmények, korlátozott táplálkozási lehetőségek, vagy a nőstények eltűnése közepette ezt gyakrabban megteszik.
Miután tollazatuk kifejlődött a fiókák még további három-négy hétig a fészek közelében tartózkodnak és ezalatt is a tojó eteti őket, akivel együtt is alszanak, ugyanakkor ez a gondoskodás az első tizennégy napot követően csökkenni kezd. Elterjedési területének északi vidékein nincs idő két fészekalj felnevelésére, ám délebbre általános az évenkénti két fészekalj felnevelése.
Bár a párok együtt maradnak a költési szezon teljes időtartama alatt és a többnejűség gyakorlatilag ismeretlen e madárfajnál, valamint a párok ugyanarra a költőhelyre térnek vissza a következő évben is ahol korábban is költöttek, ám hűségüket ennél mélyebben nem sikerült bizonyítani. Más füzikékkel való keveredésük viszonylag ritka, ám időnként párosodnak fitiszfüzike egyedekkel.

## Ragadozói
Akárcsak a többi kis testű madárfajnál, a csilpcsalpfüzikénél is az első életévben a legmagasabb az elhullás mértéke. Három-négyéves kort megélt madarakról rendszeresen készülnek feljegyzések, míg a leghosszabb feljegyzett életkor több, mint hét év e madárfajnál. E földön, vagy földfelszín közelében fészkelő madarak tojásait, fiókáit és fiatal egyedeit gyakran ragadják el hermelinek, menyétek, valamint varjúfélék, mint például szarkák, míg a felnőtt példányokra inkább a ragadozó madarak jelentenek veszélyt, például a karvalyok. A kis testű madarakra komoly veszélyt jelentenek az időjárási szélsőségek, melyek költéskor, vándorlás idején, vagy telelési időszakukban fenyegetik e madárfaj populációit.
A csilpcsalpfüzike esetenként áldozatul esik a kakukkoknak, melyek fészkébe csempészik tojásaikat, hogy aztán a gazdaállat nevelje fel a szülő helyett fiókáikat.

## Védettsége

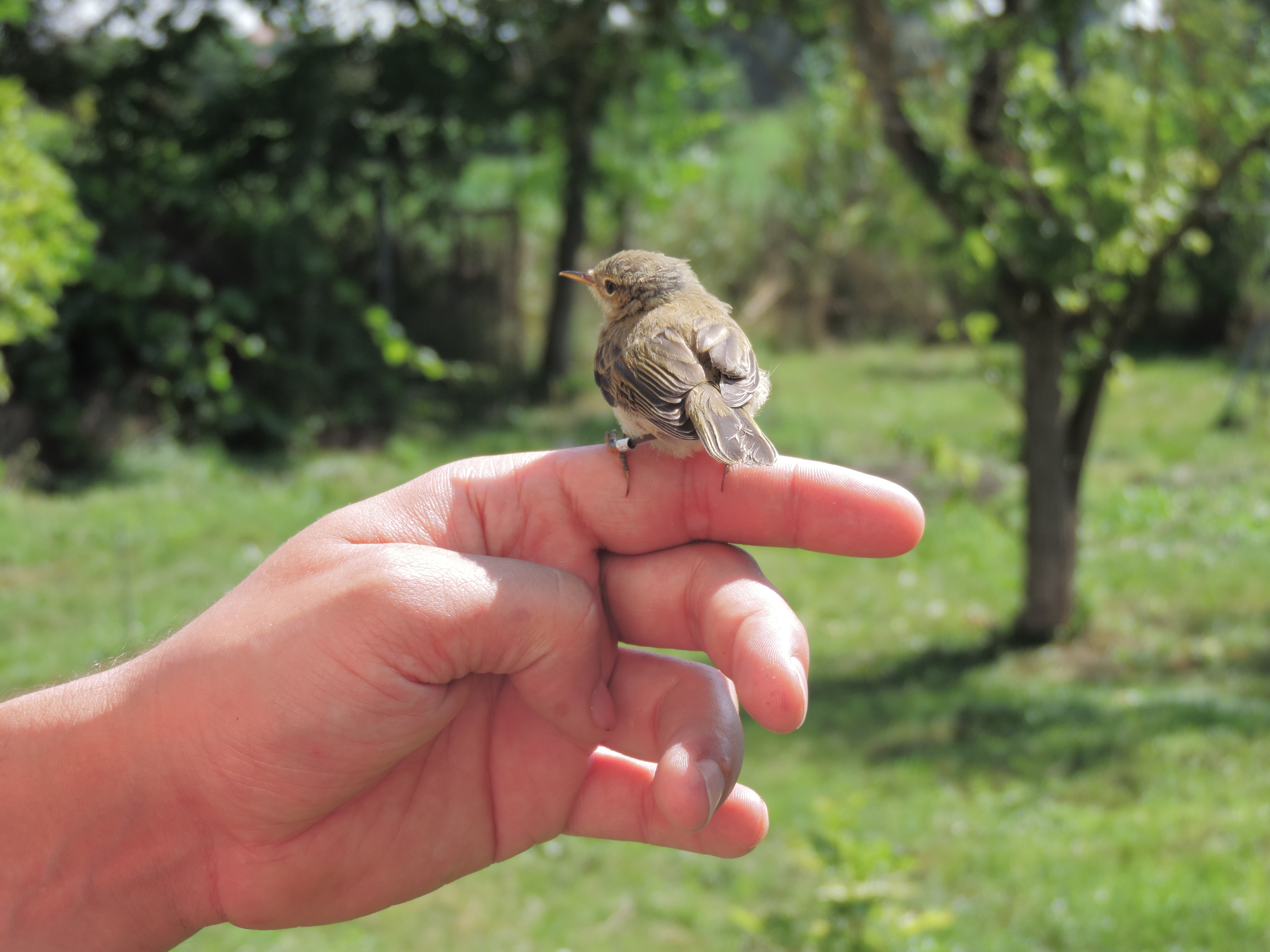
Egy meggyűrűzött egyed Ócsa közelében

Magyarországon védett, természetvédelmi értéke 25 000 Ft. Nagy elterjedési területének és nagy egyedszámának köszönhetően a csilpcsalpfüzike állományát nem veszélyezteti a kihalás veszélye.
Európában mintegy 30 000 000 és 60 000 000 közé tehető költőpárjainak száma, azaz a európai állománya mintegy 90 000 000 és 180 000 000 egyed közé tehető. Globális egyedszáma 184 000 000 és 720 000 000 egyed közé tehető. Ennek ellenére P. c. exsul nevű alfaja feltehetően kipusztult. A csilpcsalpfüzike élőhelye mintegy 17 000 000 négyzetkilométert foglal magába.
Élőhelyének a 2000 méteres tengerszint feletti magasság alkotja felső korlátját. E madárfaj állománya az utóbbi időszakban emelkedésnek indult, ezért a Természetvédelmi Világszövetség Vörös listáján a nem fenyegetett fajok közé sorolják.